# 卡斯特雷卢什
卡斯特雷卢什是葡萄牙布拉干萨区的一个堂区。总面积19.76平方公里，总人口186人，人口密度9.4人/平方公里。